# ドテラ
ドテラ (dōTERRA, dōTERRA International, LLC、doTERRA International, LLC) は、アメリカ合衆国ユタ州プレザント・グローブに本社を置き、精油や関連商品を商材として連鎖販売取引(ネットワークビジネス)を行う会社である。ドテラは2008年に、デイビッド・スターリング、エミリー・ライト、デイビッド・ヒル、コリー Ｂ・リンジー、グレゴリー Ｐ・クック、ロバート Ｊ・ヤング、マーク Ａ・ウォルファートにより創立された。そのメンバーのうち、スターリング、ライト、及びヒルはヤングリヴィングという連鎖販売取引でエッセンシャルオイルを販売する会社の前経営陣である。ヤング・リヴィング社はドテラ社が企業秘密を盗んだと起訴したが、2014年ドテラに対する起訴は却下され、解決された。
2015年は、1年の売上高が10億ドル以上になった。

## 概要
ドテラは2008年四月に設立された。doTERRAという社名はラテン語で「地球からの贈り物」という意味である。設立当時は、25個のシングルオイルと10個のブレンドオイルを販売していた。2013年の時点で、ドテラは約450人の従業員を雇用しており、そのうち350人は米国ユタ州の本社、残りの100人は台湾、日本、ヨーロッパ、及びオーストラリアの支社で勤務している。
その後、ドテラ社はユタ州プレザント・グローブ市に新しい本社を建設すると発表した。ドテラは、ウェルネス・アドボケイト（WA)という独立した卸売会員を通して製品を販売する、連鎖販売取引（マルチレベルマーケティング）を行っている。卸売会員は、自ら販売した製品、及び同じ組織にいる会員が販売した製品の売り上げの一部をコミッション（手数料）として受け取る。
2012年に日本に進出（ドテラジャパン、doTERRA CPTG Essential Oils Japan 合同会社。
2014年9月22日に、米国食品医薬品局は、ドテラ社の卸売会員がドテラの製品がエボラ、癌、自閉症、その他の問題に対する治療法として販売していたことに対し、食品・医薬品・化粧品法に違反するとし、ドテラ社にFDA警告書を発行した。
その後まもなく、連邦機関はドテラ社の書類の詳細を調査した。この状況に対し、ドテラのマーケティングの責任者マッケー・ブラウンは卸売会員と問題解決に取り組んでいると述べた。また、ドテラ社は50人からなるコンプライアンスのチームを設立することで、不正確なマーケティングの資料を特定し、卸売会員が正しく情報を伝えられるようサポートをすると言及した。
2015年に新しい社屋と製造施設が完成、売上高が10億ドル以上となる。
2016年4月、ドテラ社は会員（ウェルネス・アドボケイト）に向け、2016年3月に会員の個人情報を管理するシステムに支障があったことを伝えた。
システムの支障で流出した個人情報は、名前、誕生日、ソーシャルセキュリティー番号、住所、電話番号、メールアドレス、デビット・クレジットカード番号、ユーザーネーム、パスワードが含まれる。ドテラ社は、システムを管理する第三者機関に過ちがあったことを発表した。この状況に対し、ドテラはAllClearというクレジットカードのモニタリング（監視）を専門とする会社を通し、ドテラの顧客のクレジットカードの監視を23か月間行った。
2017年において、ドテラ社は1,650人の従業員を雇い、100か国以上に300万人のウェルネス・アドボケート（WA）がいることを報告した。

2020年、一部のdoTerraディストリビューターは、同社の製品に免疫増強特性があると主張し、そのような主張を裏付ける科学的証拠がないにもかかわらず、COVID-19 に関する国民の懸念から利益を得ようとしました。 連邦取引委員会（FTC）は、ディストリビューターによるそのような根拠のない健康主張や誇張された収益をやめなければならないと同社に警告しました。
2023年には、ドテラのフランキンセンス サプライヤーであるAsli Maydiというソマリランドの会社で働く十数人以上の女性が、低賃金、性的虐待、不健康な労働条件、強制労働などを報告しました。「フラープロジェクト」によると、被害者がドテラに連絡した後、虐待は何年も続いた。同社はソマリランドでの事業を停止し、疑惑に対して独自の調査を開始しました。
しかし、Asli Maydiとその所有者であるBarkhad Hassanのために働いていたと言う女性の中には、ドテラの行動は彼らに正義をもたらすことができなかっただけでなく、以前の雇用主からさらに危険にさらされたと言います。（2024年7月23日）
2023年、アメリカ司法省は、FTCを代表して、FTC法とCOVID-19消費者保護法に違反して、同社のエッセンシャルオイルと栄養補助食品がCOVID-19を治療、予防、または治癒できると主張した３人のドテラ社のディストリビューターに対して勝訴しました。 裁判所命令によると、被告は、ドテラの製品がFDAの承認なしに予防、治癒、または治療できるというさらなる主張をすることを禁じられ、他の病気に関する主張を裏付けるために信頼できる人間の臨床試験を提供するよう命じられました。 また、製品の利点が科学的または臨床的に証明されていると偽ることを禁止されました。 そして、15,000ドルのペナルティを支払う必要がありました。

## ヤングリヴィング
スターリングと他のドテラ社の創設者は、同様の販売モデルで製品を販売および流通しているヤングリヴィング社の前幹部であった。
2013年8月に、ヤングリヴィングはドテラがヤングリヴィングの製品の製造工程などを含む企業秘密を違法に盗んだと主張し、ドテラに対して訴訟を起こした。
訴訟中に、ヤングリヴィングはドテラの製品の分析を行い、ドテラがオーガニック製品に合成の化学成分を利用していると示唆した。しかし、化学者のロバート・パパスは、フランス国立科学研究センターで検証されたオイルは、ドテラが販売しているどのオイルとも一致しなかったと証言した。
2014年10月、第4地方裁判所はヤングリヴィングのドテラに対する訴訟を却下し、ヤングリヴィングが行った偽造の検証結果や、企業秘密を盗んだという発言は撤回された。両社は和解し、互いの製品の純度に関する否定的な主張を撤回した。
2018年7月、裁判所は、ヤングリヴィングの行動が悪意を持ったものであり、裁判所を惑わしたと判決を下し、ヤングリヴィングに対し、ドテラの弁護士費用を負担するよう命じた。

## 製品

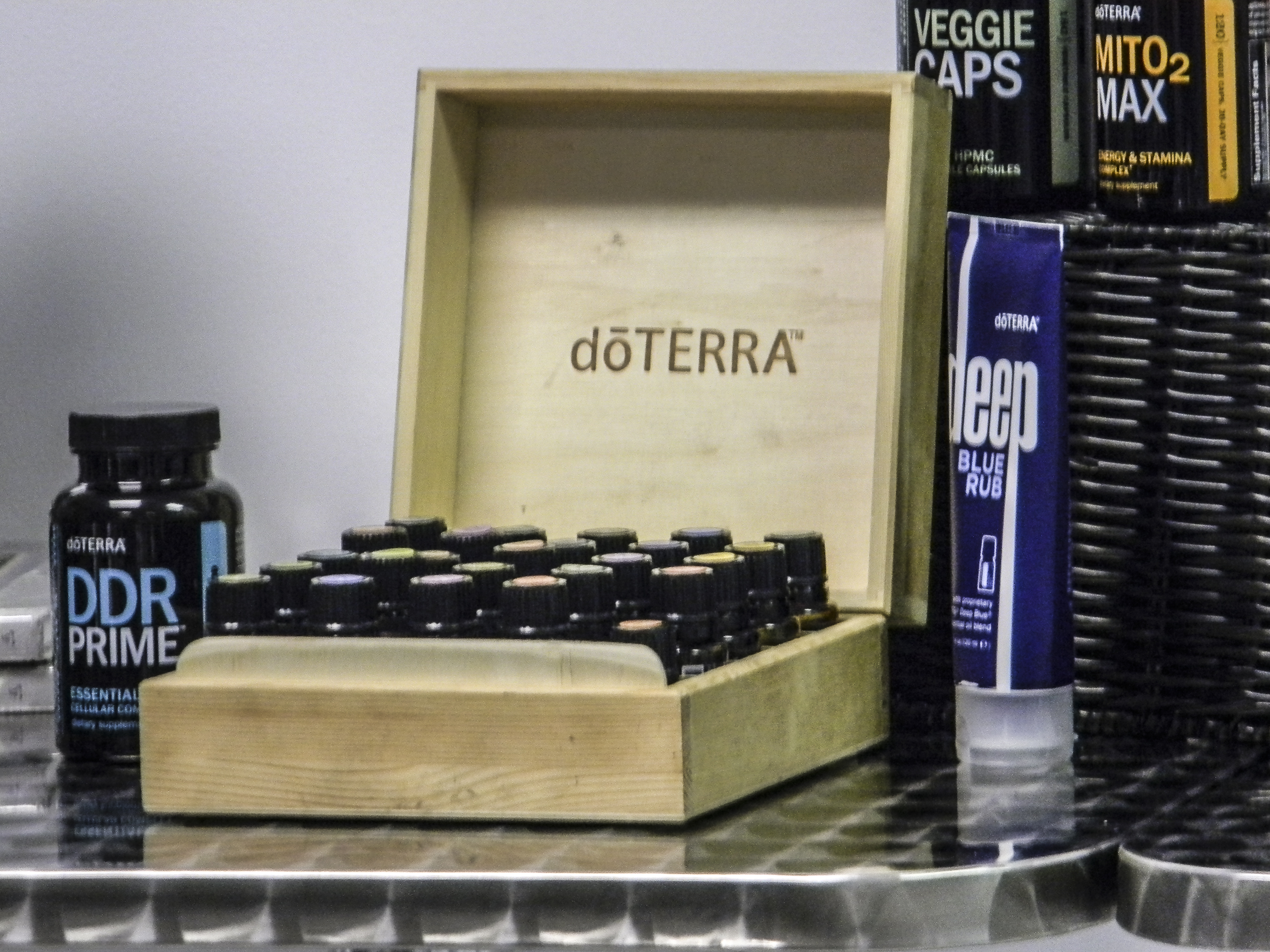
dōTERRAの商品

2014年に、ドテラ社はサプリメント、パーソナルケア製品、及びエッセンシャルオイルなど150種類以上の製品を販売している。 エッセンシャルオイルは植物が持つ天然の芳香化合物である。 これらのオイルは植物から抽出され、個人が消費できるようボトルに保管される。
いくつかのオイルはシングルオイルとして販売されている。しかし、エッセンシャルオイルの多くはブレンドオイル、パーソナルケア製品、栄養補助サプリメント、掃除製品、及び健康的な生活をサポートする製品にも使用されている。

## ドテラヒーリングハンズ基金
ドテラのヒーリンズハンズ基金は2012年に設立された501(c)(3)の非営利団体である。 2016年、基金はチョイス・ヒュマニタリアンという非営利団体と提携を結び、ドテラの従業員をネパールとグアテマラに送り、その地域の家族のためにレンガのオーブンを設置する活動を行った。
2017年、ドテラのヒーリンズハンズ基金は、テキサス州ダラスで発生したハリケーンで被害を受けた地域に、緊急時に対応できるドテラの製品のサンプルを詰めた衛生キットを送るため、ドテラの会員から募金を収集した。2017年10月に、パシフィック・スタンダードは、ドテラは募金を集めた後に、悪天候のため製品を現地に送っていなかったことを発表し、この行為が「マルチレベルマーケティングの会社でよく発生している、利他主義になりすました不正行為の現代的な例」であると言及した。しかし、その後、2018年3月にパシフィック・スタンダードは、ドテラが衛生キットをテキサス州ヒューストンの住民に発送していたと釈明。。

## 社会活動
精油原料の生産地に原材料生産者と蒸留業者の生産協同組合を組織し、それを通して安定した取引を行うことで生産者の環境を改善し、より良い品質の原材料を安定調達するという、持続可能性に配慮した「コ・インパクトソーシング」という取り組みを行っている。
2016年4月、ドテラはユタ・バレー大学に通学する女性に対して奨学金を提供することを発表した。 2015年6月に、ユタ・バレー大学にある1万平方フィートにおよぶ自閉症センターにある、遊び場と香り豊かな庭を設置するための資金を提供することを発表した。